# Ґолиці (Мазовецьке воєводство)
Ґолиці (пол. Golice) — село в Польщі, у гміні Седльці Седлецького повіту Мазовецького воєводства.
Населення — 540 осіб (2011).
У 1975-1998 роках село належало до Седлецького воєводства.

## Демографія
Демографічна структура станом на 31 березня 2011 року:
|          | Загалом | Допрацездатний вік | Працездатний вік | Постпрацездатний вік |
| -------- | ------- | ------------------ | ---------------- | -------------------- |
| Чоловіки | 252     | 48                 | 177              | 27                   |
| Жінки    | 288     | 72                 | 154              | 62                   |
| Разом    | 540     | 120                | 331              | 89                   |